# NIGO

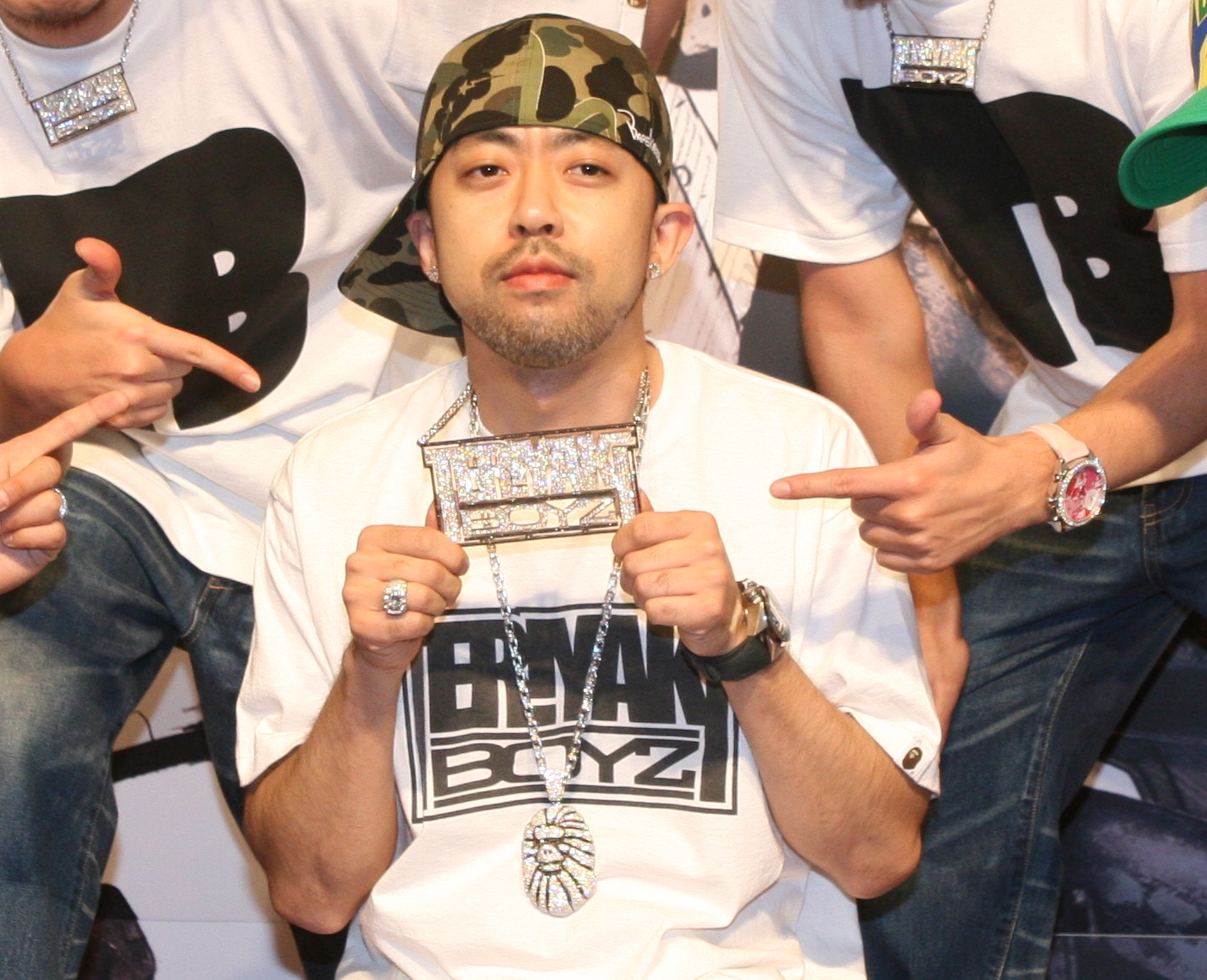
NIGO (2006년)

NIGO(니고, 1970년 12월 23일 ~ )는 일본의 패션 디자이너, 패션 디렉터, 음악 프로듀서이다. 본명은 나가오 토모아키(일본어: 長尾智明)이다. 1990년대 패션 브랜드 A BATHING APE의 창업자로도 알려져 있다. 현재는 A BATHING APE에서 떠나 프리랜서로 자신의 브랜드 HUMAN MADE의 디자인을 담당하고 있다. 이외에도 유니클로의 티셔츠 브랜드 UT의 크리에이티브 디렉터와 카레 가게 CURRY UP,  힙합 그룹 TERIYAKI BOYZ의 프로듀스 등 폭 넓은 분야에서 활동을 전개하고 있다.